# Natation sportive Genève
Natation Sportive Genève, abrégé NSG, est un club suisse de natation basé à Genève. NSG est le seul club de natation affilié au SATUS qui ait une section compétition.

## Historique
L'Union Ouvrière de Natation «UON» fut fondée au printemps 1930. Le but des fondateurs est alors de permettre à la jeunesse et aux gens peu fortunés de pratiquer un sport utile dans les meilleures conditions possibles. À Genève, il n’y a pas de piscine, peu d’installations sportives et encore moins de cours de natation.
Le premier emplacement utilisé pour l'entraînement est alors les enrochements du quai de Cologny avec vestiaires en plein air. L’année suivante, des vestiaires leur sont accordés à Genève-plage. En 1932, les Bains des Pâquis sont rénovés et le club démarre.
C'est en 1966 que le club adopte son appellation actuelle: Natation Sportive Genève.

## Organisation
La structure actuelle du club, mise en place en 1993, est la suivante:
- Activités pré-scolaires (cours parent/enfant, natation pré-scolaire)
- École de natation (enfants et adultes)
- Filière loisirs (acquagym, cours Allez Hop !, natation pour tous, enfants et adultes)
- Filière compétitions (avenir, espoir, compétition, élite).

## Accessoires du club
Il existe différents accessoires représentant le Natation Sportive Genève: 
- T-shirt NSG
- Short NSG
- Pull NSG
- Bonnet de bain NSG

- Gourde NSG
- Sac à dos NSG

## Challenge Escalad'eau
Challenge Escalad'eau est une course populaire de natation, fondé en 2018, pour toute personne sachant nager et de plus de 15 ans; il a lieu chaque années. Les nageurs réalisent un 50 mètre chronométré et comme récompense ils reçoivent un bonnet de natation avec le visuel de l'épreuve et un diplôme avec le temps réalisé au centième.
Ce challenge a pour but de favoriser de nouveaux sports en période d'Escalade et de faire découvrir le monde de la natation. La participation est sous inscription et au prix de 10 CHF. 
La première édition du Challenge Escalad'eau eut lieu le samedi 15 décembre 2018 à la piscine des Vernets.